# Early English Church Music
Early English Church Music (Abk. EECM) ist eine Reihe mit Notenausgaben früher englischer Kirchenmusik. Sie wird veröffentlicht für die British Academy und erscheint in London bei Stainer and Bell seit 1963. Bisher (Stand 2022) erschienen über sechzig Bände, außerdem zwei Ergänzungsbände (Supplementary Volumes).
Die Reihe enthält Werke von folgenden Komponisten:
Philip Alcock, Richard Alwood, (Anonymous), Thomas Appleby, Thomas Ashewell, Robert Barber, John Benet, John Blitheman, Bloym, Richard Bramston, John Bull, William Byrd, John Coperario, William Cornysh, Robert Cowper, Richard Cox, Johannes Cuk, Richard Dering, John Dowland, Driffelde, John Ensdale, Robert Fayrfax, Alfonso Ferrabosco, Thomas Ford, Walter Frye, Orlando Gibbons, Nathaniel Giles, John Hake, Edmund Hooper, William Horwood, Christopher Hoskins, Thomas Hyett, Robert Johnson, Robert Jones, Robert Kindersley, Thomas Knyght, Henry Lawes, William Leighton, Nicholas Ludford, Thomas Lupo, John Milton, Thomas Morley, John Mundy, William Mundy, Neweland, John Norman, Robert Okeland, Robert Parsons, Martin Peerson, Francis Pilkington, John Plummer, Leonel Power, Henry Prentyce, Robert Ramsey, William Rasar, John Redford, John Sheppard, Soursby, Henry Stoning, Thomas Tallis, John Taverner, Timolphus Thopull, Henricus Tik, Thomas Tomkins, Edmund Turges, Christopher Tye, (Various), John Ward, Thomas Weelkes, Robert White, William Whytbroke, John Wilbye, Philip van Wilder, Thomas Wright.

## Inhaltsübersicht
1. Early Tudor Masses: I (Richard Alwood, Missa ,Praise Him Praiseworthy' und Thomas Ashewell, Missa ,Ave Maria');
2. W. Mundy: Latin Antiphons and Psalms
3. O. Gibbons: I - Verse Anthems
4. Early Tudor Magnificats: I
5. Tomkins: Musica Deo Sacra: I
6. Early Tudor Organ Music: I: Music for the Office
7. Ramsey: I - English Sacred Music
8. 15th-Century Liturgical Music: I - Antiphons and Music for Holy Week & Easter
9. Tomkins: Musica Deo Sacra: II
10. Early Tudor Organ Music: II - Music for the Mass
11. Leighton: The Tears or Lamentations of a Sorrowful Soul
12. Tallis: I - English Sacred Music: I - Anthems
13. Tallis: II - English Sacred Music: II - Service Music
14. Tomkins: Musica Deo Sacra: III
15. Dering: Cantica Sacra, 1618
16. Early Tudor Masses: II
17. Sheppard: I - Responsorial Music
18. Sheppard: II - Masses
19. Tye: I - English Sacred Music
20. Taverner: I - Six-Part Masses
21. Gibbons: II - Full Anthems, Hymns and Fragmentary Verse Anthems
22. 15th-Century Liturgical Music: II - Four Anonymous Masses
23. Giles: Anthems
24. Tye: II - Masses
25. Taverner: II - Votive Antiphons
26. Manuscripts of 14th-Century English Polyphony (Facsimiles)
27. Tomkins: Musica Deo Sacra: IV
28. White: I - Five-Part Latin Psalms
29. White: II - Six-Part Latin Psalms
30. Taverner: III - Ritual Music and Secular Songs
31. Ramsey: II - Latin Sacred Music
32. White: III - Ritual Music and Lamentations
33. Tye: III - Ritual Music and Motets
34. 15th-Century Liturgical Music: III - The Brussels Masses
35. Taverner: IV - Four- and Five-Part Masses
36. Taverner: V - Five-Part Masses
37. Tomkins: Musica Deo Sacra: V
38. Morley: I - English Anthems; Liturgical Music
39. Tomkins: Musica Deo Sacra: VI
40. Parsons: Latin Sacred Music
41. Morley: II - Services
42. 15th-Century Liturgical Music: IV Early Masses and Mass Pairs
43. Fayrfax: I Magnificat, Mass and Antiphon (O bone Jesu)
44. Ludford: I Mass 'Inclina Cor Meum Deus' and Antiphons
45. Fayrfax: II Two Masses: 'Tecum principium' and 'O quam glorifica'
46. Ludford: Five- and six-part Masses and Magnificat
47. 15th-Century Liturgical Music: V. Settings of the Sanctus & Agnus Dei
48. The Gyffard Partbooks: I
49. 15h-Century Liturgical Music: VI. Mass Settings from the Lucca Choirbook
50. The Winchester Troper
51. The Gyffard Partbooks: II
52. 15th-Century Liturgical Music: VII. The York Masses
53. Fayrfax: Regali, Albanus and Sponsus amat sponsam
54. Sheppard: III - Hymns, Psalms, Antiphons and other Latin Polyphony
55. Fifteenth-Century Liturgical Music VIII: Settings of the Gloria and Credo
56. Tallis, Thomas & Byrd, William: Cantiones Sacrae (1575)
57. Manuscripts of English Thirteenth-Century Polyphony
58. Fifteenth-Century Liturgical Music IX: Mass Music by Bedyngham and his Contemporaries
59. Mass of the Blessed Virgin Mary According to the Use of Salisbury, Part I
60. Mass of the Blessed Virgin Mary According to the Use of Salisbury, Part II
61. Lawes, Henry: Sacred Music
62. Fragments of English Polyphonic Music c.1390–1475
63. Giles, Nathaniel: II English Sacred Music
64. Tallis, Thomas: Latin Church Music I

Supplementary Volumes
- Latin Music in British Sources c.1485–c.1610
- The Sources of English Church Music 1549–1660